# Nick Boynton
Nicholas Carl „Nick“ Boynton (* 14. Januar 1979 in Nobleton, Ontario) ist ein kanadischer Eishockeyspieler, der im Verlauf seiner aktiven Karriere zwischen 1995 und 2011 unter anderem 626 Spiele für die Boston Bruins, Phoenix Coyotes, Florida Panthers, Anaheim Ducks, Chicago Blackhawks und Philadelphia Flyers in der National Hockey League auf der Position des Verteidigers bestritten hat. Seinen größten Karriereerfolg feierte Boynton in Diensten der Chicago Blackhawks mit dem Gewinn des Stanley Cups im Jahr 2010.

## Karriere
Boynton spielte während seiner Juniorenzeit bei den Ottawa 67’s in der Ontario Hockey League. Dort fiel er durch beständig starke Leistungen auf, so dass die Washington Capitals ihn beim NHL Entry Draft 1997 in der ersten Runde als neunten Spieler auswählten. Er konnte sich mit den Capitals jedoch nicht über einen Vertrag einigen und blieb in Ottawa bei den 67’s. Mit diesem Team gewann er 1999 auch den Memorial Cup und wurde zum besten Spieler des Finalturniers gewählt.
Beim NHL Entry Draft 1999 war er wieder im Angebot und dieses Mal waren es die Boston Bruins, die sich erneut in der ersten Runde, an 21. Stelle die Rechte an ihm sicherten. Mit den Bruins einigte er sich schnell, war aber in den ersten beiden Jahren fast nur im AHL-Farmteam bei den Providence Bruins im Einsatz. Erst in seiner dritten Saison 2000/01 schaffte er den Durchbruch in der NHL. Anfangs konzentrierte er sich stark auf seine defensiven Aufgaben. Trotz fehlender Punktausbeute wurde diese Leistung unter anderem mit einer Berufung in das NHL All-Rookie Team honoriert. 
In den folgenden Jahren entwickelte sich Boynton weiter und wurde so 2004 auch für das NHL All-Star Game nominiert. Als die NHL streikte spielte er in England bei den Nottingham Panthers. 
Vor Beginn der Saison 2006/07 wurde er im Tausch gegen Paul Mara an die Phoenix Coyotes abgegeben. Dort setzte er seine solide Abwehrarbeit fort. Der nächste Wechsel folgte im Sommer 2008, als er gemeinsam mit Keith Ballard im Austausch für Olli Jokinen zu den Florida Panthers geschickt wurde. In der Saison 2009/10 gewann Boynton mit den Chicago Blackhawks den Stanley Cup. Im Februar 2011 wurde er von den Blackhawks auf die Waiverliste gesetzt und von den Philadelphia Flyers ausgewählt. Nach der Saison beendete der Verteidiger im Alter von 32 Jahren seine aktive Karriere.

## Erfolge und Auszeichnungen
| - 1996 OHL All-Rookie Team - 1999 Memorial-Cup-Gewinn mit den Ottawa 67’s - 1999 Stafford Smythe Memorial Trophy - 1999 Memorial Cup All-Star-Team | - 2002 Teilnahme am NHL YoungStars Game - 2002 NHL All-Rookie Team - 2004 Teilnahme am NHL All-Star Game - 2010 Stanley-Cup-Gewinn mit den Chicago Blackhawks |

### International
- 1995 Goldmedaille bei der World U-17 Hockey Challenge
- 1995 All-Star-Team der World U-17 Hockey Challenge

## Karrierestatistik
(Legende zur Spielerstatistik: Sp oder GP = absolvierte Spiele; T oder G = erzielte Tore; V oder A = erzielte Assists; Pkt oder Pts = erzielte Scorerpunkte; SM oder PIM = erhaltene Strafminuten; +/− = Plus/Minus-Bilanz; PP = erzielte Überzahltore; SH = erzielte Unterzahltore; GW = erzielte Siegtore; 1 Play-downs/Relegation; Kursiv: Statistik nicht vollständig)

### International
Vertrat Kanada bei:
- World U-17 Hockey Challenge 1995

(Legende zur Spielerstatistik: Sp oder GP = absolvierte Spiele; T oder G = erzielte Tore; V oder A = erzielte Assists; Pkt oder Pts = erzielte Scorerpunkte; SM oder PIM = erhaltene Strafminuten; +/− = Plus/Minus-Bilanz; PP = erzielte Überzahltore; SH = erzielte Unterzahltore; GW = erzielte Siegtore; 1 Play-downs/Relegation; Kursiv: Statistik nicht vollständig)